# A Yeti Airlines 691-es járatának katasztrófája
A Yeti Airlines 691-es, Katmandu és Pokhara közötti belföldi utasszállító járata 2023. január 15-én lezuhant. A 9N-ANC lajstromjelű, ATR 72-500 típusú repülőgép a pokharai repülőtér közelében, a Seti Gandaki-folyó partján leszállás közben átesett, és a földnek csapódott. A gépen 72 személy tartózkodott, ebből 68 utas 8 különböző országból, valamint 4 főnyi személyzet. A balesetben mind a 72 fő életét vesztette. Ez a második legsúlyosabb légikatasztrófa, ami Nepál területén történt, és a legsúlyosabb, ami nepáli légijárművet, valamint ami egy ATR 72-es gépet érintett.

## A repülőgép

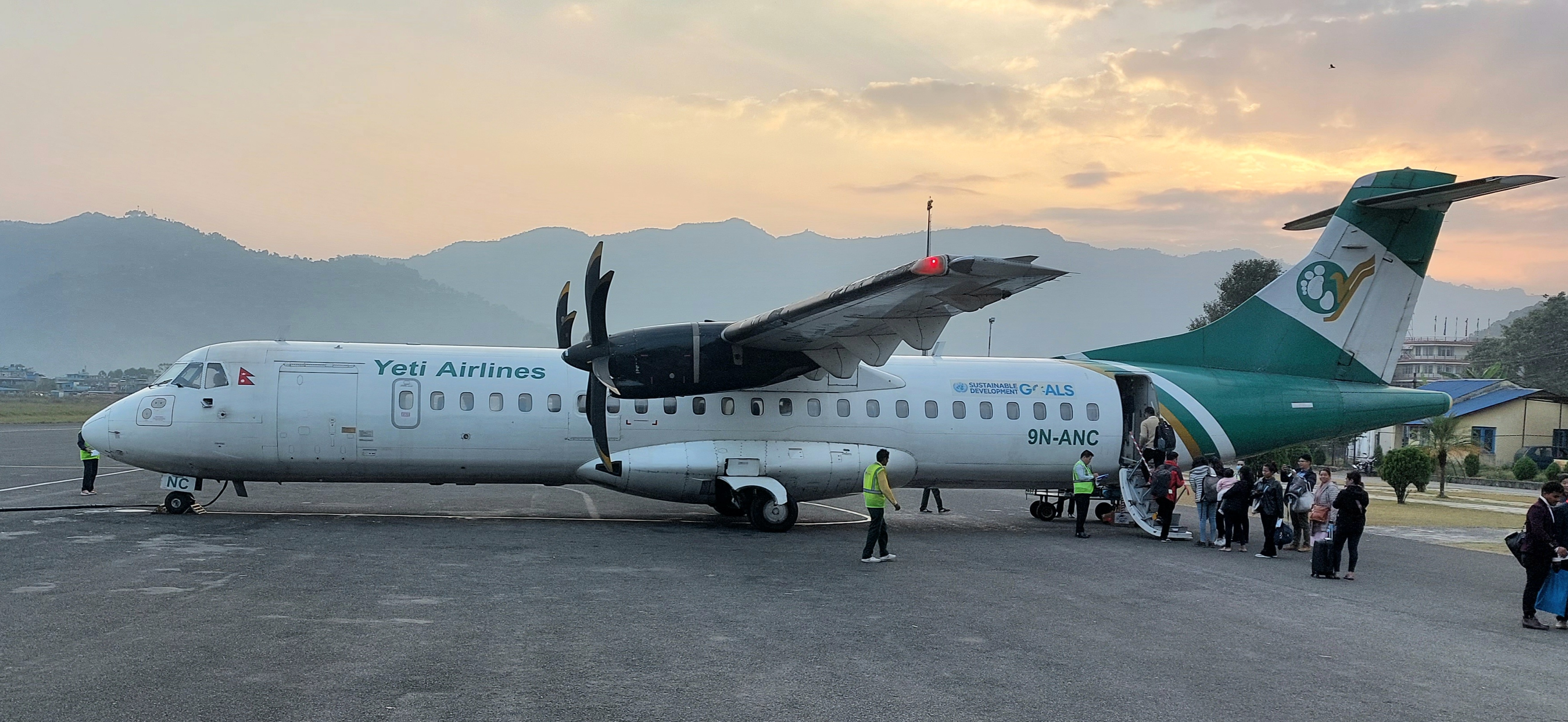
A repülőgép 2022 novemberében

Az érintett repülőgép egy 2007-es gyártású ATR 72-500, sorozatszáma 754, lajstromjele 9N-ANC. Gyártása évében szállították le az azóta megszűnt Kingfisher Airlinesnak Indiába, ahonnan 2013-ban átkerült a thaiföldi Nok Air-hoz. 2019 óta a Yeti Airlines flottáját erősítette.

## Események
Pokhara Nepál második legnagyobb városa, és fontos turisztikai célpontja. A járat helyi idő szerint 10:33-kor szállt fel Katmanduból. A célrepülőtér megközelítésig nem történt semmilyen rendkívüli esemény. A légiforgalmi irányítás először a 30-as futópályairányt javasolta a leszálláshoz, de a személyzet kérésére végül az ellenkező (12-es) használatát engedélyezte. Mivel a látási viszonyok kiválóak voltak, a süllyedő repülőgépet a toronyszolgálat már szemmel is követni tudta. Eközben a fedélzeten a leszálláshoz készülődve a fékszárnyakat 15 fokra állították és kiengedték a futóműveket is. Egy esetleges átstartolás lehetősége miatt a hajtóművek elérhető fordulatszámát korlátozó kapcsolót a felszálló (100% RPM) állásba fordították, ezután a föld feletti 220 méteres magasság elérésekor a gépet vezető kapitány kikapcsolta a robotpilótát, és 30 fokos fékszárny beállítására kérte a másik pilótát. Az így is tett, és megerősítette, hogy a fékszárnyak nyílnak. A fedélzeti adatrögzítő adatai ezzel ellentétben semmilyen mozgást nem mutattak a felhajtóerő növelésére használt felületeken. Ekkor ugyanis mindkét légcsavar forgási sebessége 25 százalék alá csökkent, míg a leadott nyomaték teljesen megszűnt. A légcsavarok tollai tehát vitorlázó üzemmódba álltak, ilyenkor a légcsavar nem kelt húzóerőt. Ekkor az automata figyelmeztető jelzés is megszólalt, de a pilóták mégis folytatták a műveletet. A leszállás előtti ellenőrző lista kötelező felolvasása után a pilóták megkezdték a fordulást és ugyan a gázkarokat 41-ről 44%-os teljesítményre állították, a vitorla állásban lévő légcsavarok nem hajtották a gépet. 
Miközben a repülőgép megkapta a leszállási engedélyt, a kapitány észrevette, hogy a hajtóművek nem adnak le teljesítményt, ám addigra már legalább fél perce nem volt vonóereje a légcsavaroknak. Ezután a repülőgép vezetését átadta a másik pilótának és a gázkarokat is maximális teljesítményre állították, azonban már ez sem segített, a hiba kialakulása után 1 perccel az ATR 72-es átesett és élesen balra dőlve lezuhant a Seti Gandaki-folyó partján. A gép fedélzetén néhány utas élőben közvetítette a Facebookon, ahogyan a repülőgép lezuhan; a videó tanúsága szerint az utasok még az utolsó másodpercekben sem voltak tudatában annak, hogy mi történik.
A katasztrófa helyszíne közvetlenül a Pokhara nemzetközi repülőtér mellett történt. A repteret alig két héttel korábban nyitották meg az utazóközönség előtt. A nepáli polgári légiközlekedési hatóság szóvivője a következőket mondta: "Az időjárás tiszta volt; az előzetes információk szerint a baleset oka a repülőgép műszaki problémája". A gép nem adott le vészjelzést, és a pilóták sem tettek jelentést semmi rendellenességről.

## A személyzet és az utasok
68 utas és 4 fő személyzet tartózkodott a fedélzeten. Az utasok közül 53-an nepáli, 5-en indiai, 4-en orosz, ketten dél-koreai, egy-egyen pedig argentin, ausztrál, francia és brit állampolgárok.
A járat kapitánya Kamal KC, első tisztje Anju Khatiwada volt. Khatiwada férje, aki szintén pilóta volt a Yeti Airlinesnál, 2006-ban halt meg, szintén repülőgép-balesetben. Feleségét férje elvesztése inspirálta arra, hogy maga is a repülés világában helyezkedjen el.

## Reakciók
A pokharai repülőteret a baleset után azonnal lezárták. A nepáli parlament rendkívüli ülést hívott össze, az indiai közlekedési miniszter részvétét fejezte ki az áldozatok hozzátartozói felé. A repülőgépet gyártó ATR vállalat közleményben jelentette be, hogy szakemberei teljes körű támogatást biztosítanak az esemény kivizsgálásához.
A nepáli miniszterelnöki hivatal január 16-át nemzeti gyásznappá nyilvánította a balesetben elhunytak tiszteletére. A nepáli zászlót az állami épületeken félárbócra eresztették. A Yeti Airlines törölte a január 16-ra tervezett összes menetrend szerinti járatát.

## Vizsgálat
A nepáli kormány megbízásából egy öttagú bizottság vizsgálja ki a balesetet, a francia Polgári Repülésbiztonsági Vizsgálati és Elemző Iroda részvételével.
Január 16-án megtalálták a gép feketedobozait, a repülési adatrögzítőt, és a pilótafülke hangrögzítőjét is. Mindkettőt Franciaországba szállították további vizsgálatra.
2023. február 13-án kiadták a katasztrófa vizsgálatának előzetes jelentését. A nyomozók az adatrögzítők segítségével megállapították, hogy a repülőgép légcsavarjait vitorlázó - azaz lényegében álló - módba állították a lezuhanás előtt, de arra még nem sikerült magyarázatot találni, hogy ezt emberi hiba, vagy műszaki probléma okozta.
A katasztrófa vizsgálatának zárójelentését 2023. december 28-án tették közzé. Az új jelentés megerősítette az előzőben leírtakat, miszerint a repülőgép műszakilag rendben volt, és hogy a baleset elsődleges oka a légcsavarok tollainak véletlen vitorlázó üzemmódba állítása volt, ami a gép áteséséhez vezetett. Emellett megállapították, hogy a baleset bekövetkeztéhez hozzájáruló tényezők voltak a hajózószemélyzet műszaki és készségalapú képzettségének részleges hiánya, a pilótafülke karbantartásának elmaradása, és a standard üzemeltetési eljárások be nem tartása.

## Fordítás
Ez a szócikk részben vagy egészben  a   Yeti Airlines Flight 691 című angol Wikipédia-szócikk ezen változatának fordításán alapul.  Az eredeti cikk szerkesztőit annak laptörténete sorolja fel. Ez a jelzés csupán a megfogalmazás eredetét és a szerzői jogokat jelzi, nem szolgál a cikkben szereplő információk forrásmegjelöléseként.